# Makatka zbójnica
Makatka zbójnica, makatka zwyczajna (Anthidium manicatum) – gatunek samotnej pszczoły z rodziny miesierkowatych (Megachilidae). Występuje w Europie, zachodniej Azji i północnej Afryce, gdzie jest gatunkiem rodzimym, oraz w Ameryce Północnej i Południowej, Nowej Zelandii i na Wyspach Kanaryjskich, gdzie jest uznawana za gatunek obcy i inwazyjny. Status tego gatunku w centralnej Azji jest niejasny, być może jej obecność tam jest efektem naturalnego powiększania zasięgu. W Europie ma status LC według IUCN (stan na 2014).

## Wygląd
Zarówno samiec, jak i samica mają ubarwienie czarne z żółtymi znaczeniami. Samica zbiera pyłek na szczoteczkę brzuszną na spodzie odwłoka, co jest charakterystyczne dla rodziny miesierkowatych. 

## Gniazdowanie
Pszczoła samotna. Samice budują gniazda w różnego rodzaju norkach i szczelinach, w ziemi bądź nad ziemią. Gniazdo jest wyściełane włoskami roślin. 